# لینا مقبول
لینا مقبول (به انگلیسی: Lina Makboul) کارگردان سوئدی است.
پدر و مادر او فلسطینی هستند. از فیلم‌های او می‌توان به فیلم ۵۸ دقیقه‌ای «لیلا خالد: هواپیماربا» اشاره کرد. او در این فیلم زندگی اولین هواپیماربای زن را به تصویر می‌کشد.

## فیلمشناخت
- ۲۰۰۶ - «لیلا خالد: هواپیماربا»

## منبع
- «Lina Makboul». Women Make Movies. دریافت‌شده در ۲۰۰۷-۰۳-۲۲.